# Speksteengroeves van Fleur de Lys
De speksteengroeves van Fleur de Lys zijn een archeologische vindplaats in het noorden van het Canadese eiland Newfoundland. Het betreft groeves waar leden van de nu uitgestorven Dorsetcultuur eeuwenlang speksteen ontgonnen. De groeves werden in 1982 erkend als een National Historic Site of Canada.

## Ligging
De speksteengroeves bevinden zich op het grondgebied van de gemeente Fleur de Lys. Deze plaats bevindt zich bij de noordelijke tip van het schiereiland Baie Verte, aan de noordkust van Newfoundland. Het betreft verscheidene ontsluitingen van speksteen die de Dorset gebruikten. De belangrijkste is een kam met rotswand aan de oostrand van het dorp, vlak bij provinciale route 410. Ten westen van het dorp bevinden zich daarnaast nog elf enorme blokken die eveneens ontgonnen werden. Ook elders rondom het dorp zijn er sporen van prehistorische ontginning.

## Archeologie
De site bestaat uit een uitgebreide reeks van zwaar bewerkte speksteenrotsen die de sporen dragen van honderden jaren van steengroeve-activiteiten. Er zijn aanwijzingen dat de rotsen van Fleur de Lys 4000 jaar geleden al in beperkte mate ontgonnen werden door de vroege Maritiem-Archaïsche cultuur. De eigenlijke groeves zijn echter het werk geweest van mensen uit het middelste fase van de Dorsetcultuur op Newfoundland. Ze waren in gebruik ongeveer tussen 400 en 800 n.Chr. (en mogelijk reeds vanaf 200 n.Chr.).
Speksteen is een bijzonder zacht gesteente dat voor het overgrote deel bestaat uit talk. Hierdoor was het voor inheemse culturen geliefd omdat het makkelijk te ontginnen en bewerken was. Het werd door de Dorset voornamelijk gebruikt om kommen of olielampen van te maken, aangezien deze niet per se uit een zeer hard materiaal moesten gemaakt zijn (in tegenstelling tot bijvoorbeeld gereedschappen).
In de rotsen zijn zeer duidelijke sporen van ontginning zichtbaar. De Dorset ontgonnen steeds vrijwel ronde blokken ter grootte van de kom die ze wilden maken. Hiervoor werkten ze met grote, ruwe gereedschappen zoals klopstenen van hard materiaal zoals kwartsiet. Daarna gingen ze met preciezer gereedschap, zoals stenen beitels en wiggen, het kommetje zelf uit het uitgehouwen stuk steen maken. Beide soorten gereedschap werden bij de groeves opgegraven.

## Ontdekking en erkenning
Begin jaren 80 werd het de vindplaats eerst onderzocht door Christopher Nagle en Callum Thomson. Vanwege het geschiedkundige belang en de zeldzaamheid van zulke groeves werden ze reeds in 1982 door Canada erkend als een National Historic Site. Sinds 1987 zijn ze ook door de provincie Newfoundland en Labrador erkend als een Registered Historic Site.
Onder leiding van Nagle begonnen in 1997 archeologische opgravingen rondom de site, waarna deze met definitieve zekerheid in verband gebracht kon worden met de Dorset Paleo-Eskimo's.
Bij de belangrijkste groeve aan de oostrand van Fleur de Lys bevindt zich een klein museum er bevinden zich ook enkele wandelpaden waarlangs verscheidene informatieborden staan.